# 庄振生
庄振生（1963年—），福建南靖人，汉族，中华人民共和国政治人物、第十一届全国人民代表大会福建地区代表。
毕业于福建省龙溪师范学校。担任福建闽星集团有限公司董事长。2008年起担任全国人大代表。